# Aasu
Aasu – wieś w Estonii, w prowincji Virumaa Zachodnia, w gminie Haljala.